# Cavernularia malabarica
Cavernularia malabarica är en korallart som beskrevs av Fowler 1894. Cavernularia malabarica ingår i släktet Cavernularia och familjen Veretillidae. Inga underarter finns listade i Catalogue of Life.